# Damias occidentalis
Damias occidentalis là một loài bướm đêm thuộc phân họ Arctiinae, họ Erebidae.